# Cirolanidae
Cirolanidae är en familj av kräftdjur som beskrevs av James Dwight Dana 1852. Cirolanidae ingår i ordningen gråsuggor och tånglöss, klassen storkräftor, fylumet leddjur och riket djur. Enligt Catalogue of Life omfattar familjen Cirolanidae 478 arter. 

## Bildgalleri

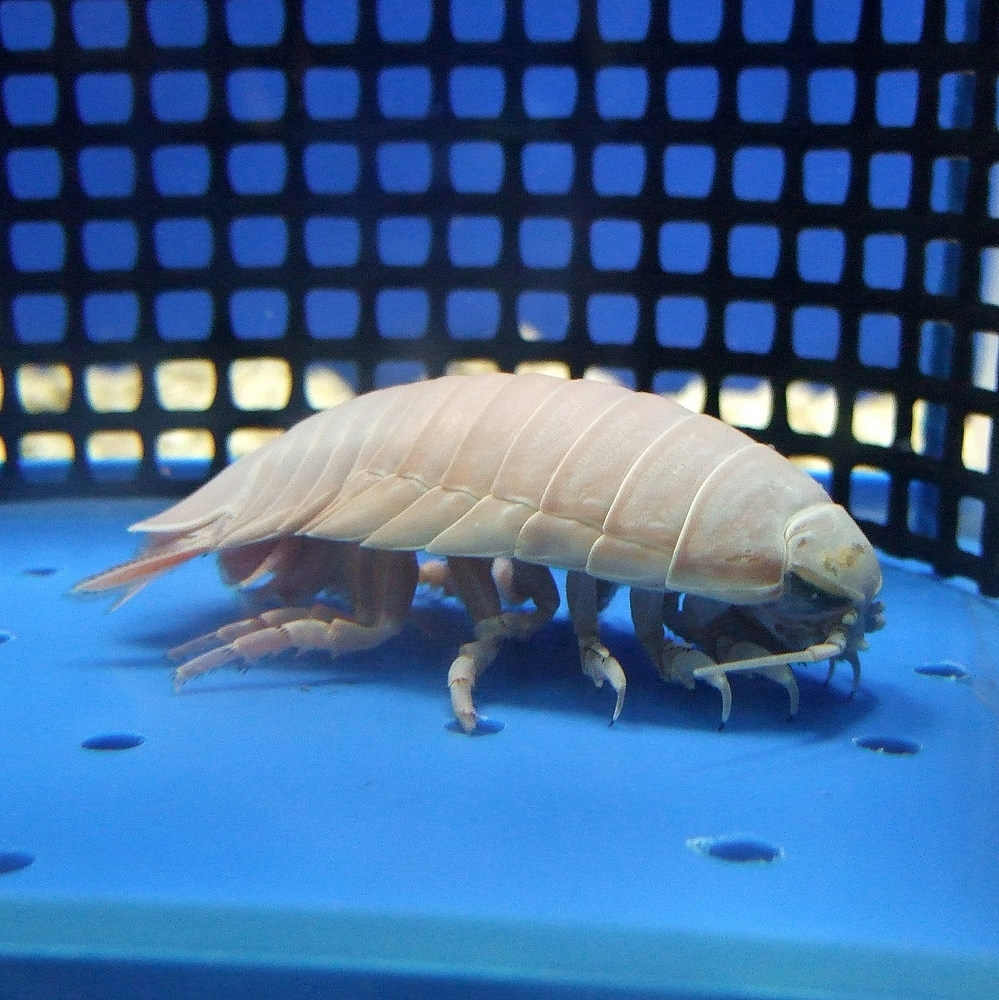
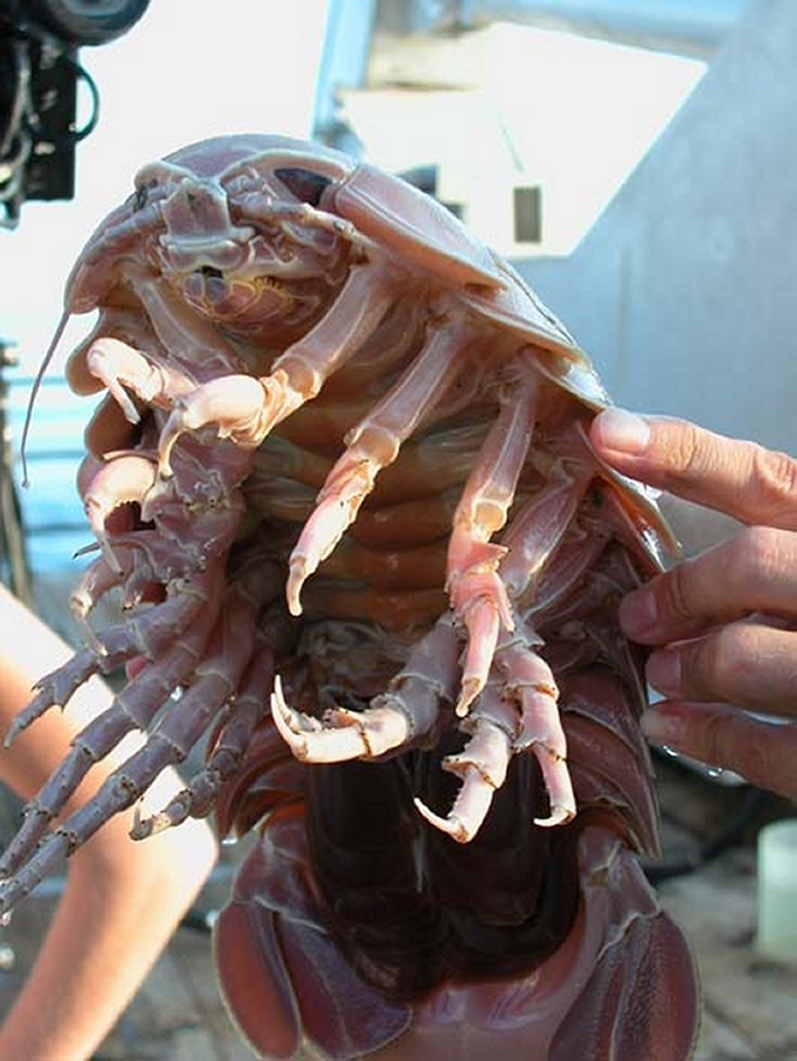
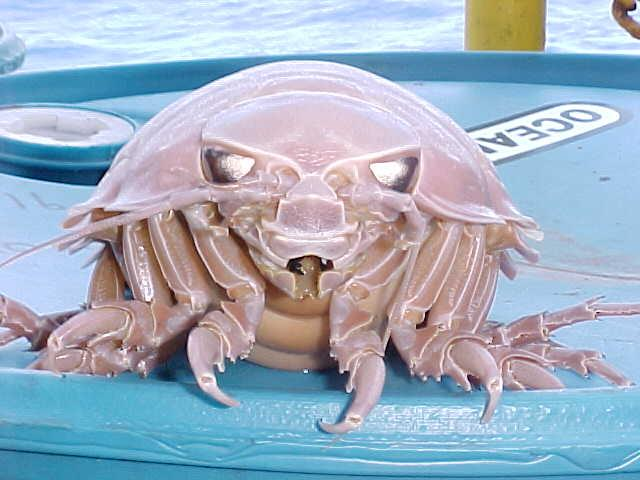
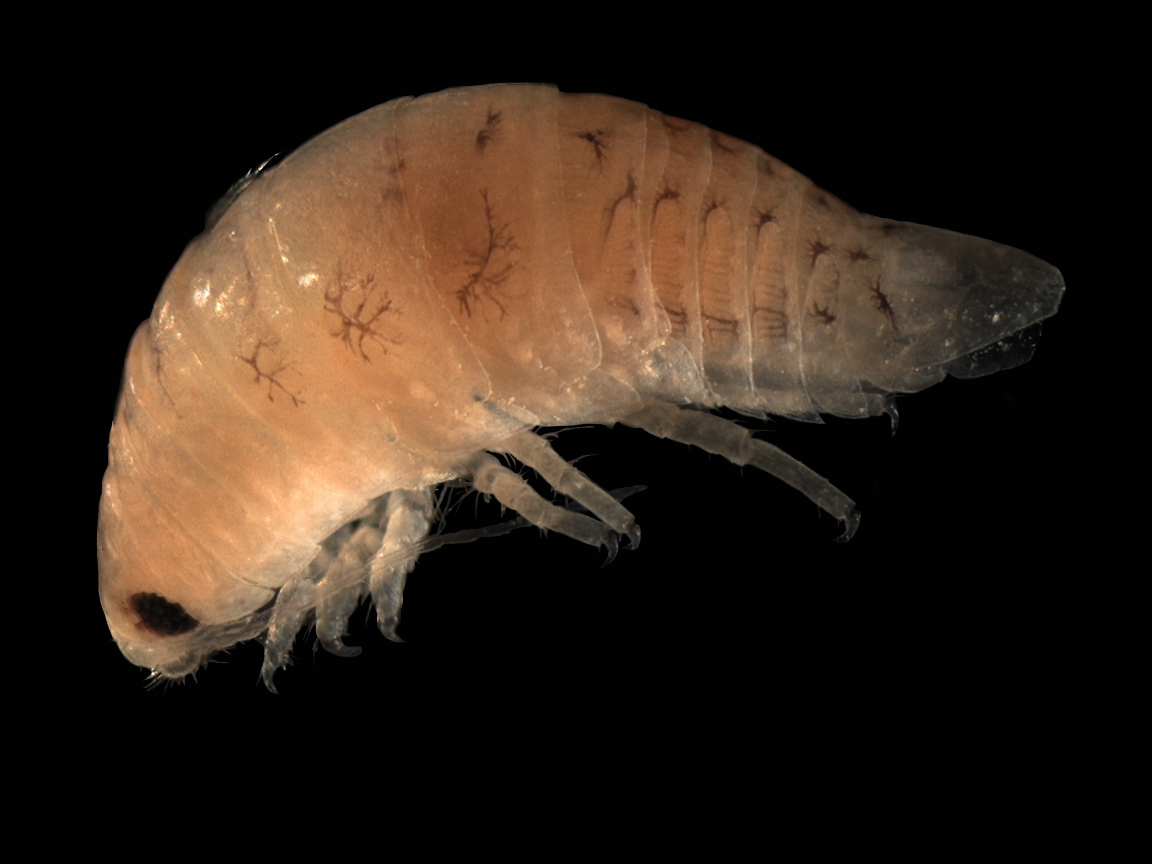
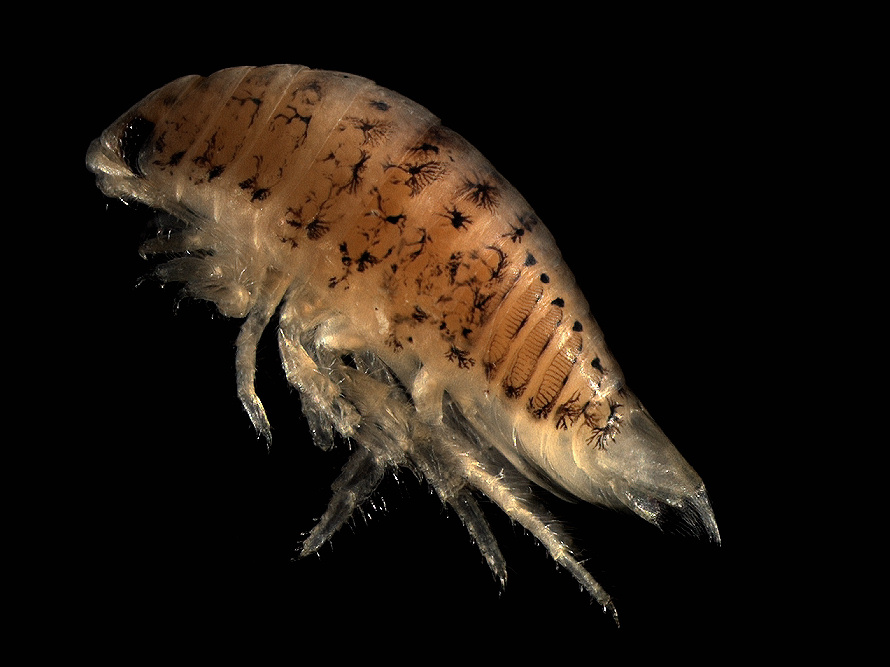

## Dottertaxa till Cirolanidae, i alfabetisk ordning[1][2]
- Aatolana
- Annina
- Antrolana
- Aphantolana
- Arubolana
- Atarbolana
- Bahalana
- Baharilana
- Bathylana
- Bathynomus
- Booralana
- Calyptolana
- Cartetolana
- Ceratolana
- Cirolana
- Cirolanides
- Colopisthus
- Conilera
- Conilorpheus
- Creaseriella
- Dodecalana
- Dolicholana
- Eurydice
- Eurylana
- Excirolana
- Exumalana
- Faucheria
- Gnatholana
- Hansenolana
- Haptolana
- Kagalana
- Kensleylana
- Limicolana
- Marocolana
- Metacirolana
- Mexilana
- Natatolana
- Neocirolana
- Odysseylana
- Oncilorpheus
- Orphelana
- Palaega
- Parabathynomus
- Parilcirolana
- Plakolana
- Politolana
- Pontogelos
- Pseudaega
- Pseudolana
- Saharolana
- Scutulana
- Seychellana
- Sintorolana
- Skotobaena
- Speocirolana
- Sphaerolana
- Sphaeromides
- Turcolana
- Typhlocirolana
- Xylolana
- Yucatalana
- Zulialana